# Simplocaria carpathica
Simplocaria carpathica is een keversoort uit de familie pilkevers (Byrrhidae). De wetenschappelijke naam van de soort is voor het eerst geldig gepubliceerd in 1853 door Hampe.